# Sipyloidea nitida
Sipyloidea nitida är en insektsart som beskrevs av Günther 1938. Sipyloidea nitida ingår i släktet Sipyloidea och familjen Diapheromeridae. Inga underarter finns listade i Catalogue of Life.